# 里奇蘭 (密西西比州霍爾姆斯縣)
里奇蘭（英語：Richland）是位於美國密西西比州霍爾姆斯縣的非建制地區。

## 歷史
里奇蘭的郵局於1842年設立，其後於1906年停運。

## 地理
里奇蘭所處的海拔為高於海平面99米（即325英呎），而該地所採用的時區為UTC-6，即北美中部時區（CST）。同時該地設有夏令時間，為UTC-6調快一小時，即UTC-5（CDT）。